# André Marceau (écrivain)
Pour les articles homonymes, voir André Marceau.
André Marceau, né en 1962, est un poète transdisciplinaire québécois.

## Biographie
Après des études en arts plastiques, en philosophie et plusieurs emplois dans le milieu communautaire, André Marceau poursuit son cheminement littéraire en se consacrant à la poésie, au haïku ainsi qu'au slam et à la performance.
En plus de publier des recueils et des disques monographiques de poésie, de haïkus et de poésie vivante, il anime des émissions radiophoniques sur la poésie, des soirées et spectacles littéraires et donne plusieurs prestations au Québec. André Marceau est aussi collaborateur pour des revues littéraires dont Estuaire et Moebius. Il participe également à des expositions collections et publie de la poésie visuelle,.
Il fait paraître plusieurs titres dont Vers mon nombril (Tilt micro édition, 2007), Les bibittes veulent toutes (Tilt micro édition, 2006) ainsi que Le vaccin de l’urgence (Le loup de gouttière, 2002). En 2007, il fait paraître un album solo, Pop sac-à-vie : poésie vivante et slam, dont l'« un des intérêts de ce disque réside dans sa variété, comme si Marceau, sans jamais se prendre au sérieux, voulait nous donner à entendre l'ensemble des registres que peut adopter la poésie orale ». « L'environnement vocal et sonore qui compose son album ne cesse de changer de registres, de déplacer l'écoute. Ainsi la musique passe de l'électro au rock en passant par le jazz et en sachant se taire par moments ». Il sort également les disques Urbine no 00 (Tremplin d'actualisation de poésie, 2010) ainsi que Qui veut la paix prépare le souper (Tremplin d'actualisation de poésie, 2019).
« Pionnier de la poésie vivante et du slam », Marceau fonde, en 2000, le Tremplin d’actualisation de poésie, proposant de nombreux spectacles et cabarets de poésie vivante, ainsi que les Vendredis de poésie et le Slam de poésie à Québec, en 1998,,.
André Marceau est récipiendaire du prix Jean-Noël-Pontbriand en 2014, décerné par le Mois de la poésie et l'Université Laval,.

## Œuvres

### Poésie
- Les vaccins de l'urgence, Québec, Le Loup de gouttière, 2002, 54 p. (ISBN 2-89529-066-0)
- Abrasifs et autres tendresses, avec des collages de l'auteur, Québec, Tilt micro édition, 2004, 16 p.
- Vers mon nombril, suivi de, Je viens : deux suites de senryûs érotiques, sensuels, ludiques et grivois, avec des pictogrammes choisis par l'auteur, Québec, Tilt micro édition, 2007, 15 p.
- La poésie dans la rue ne fait pas le trottoir : les Vendredis de poésie, 15 ans de célébrations sans cérémonie!, Québec, Les Croque mots, 2013, 16 p.

### Haïkus
- Sortie de sécheuse, suivi de, Sous un ciel étiolé : deux suites de haïku sur la saison d'hiver, avec des pictogrammes choisis par l'auteur, Québec, Tilt micro édition, 2001, 16 p.
- Autour d'un fil d'Hydro, suivi de, L'état de ma viande : deux suites de haïkus sur la saison estivale, avec des pictogrammes choisis par l'auteur, Québec, Tilt micro édition, 2005, 16 p.
- Une pelle tousse, suivi de, L'envie des pissenlits : deux suites de haïkus sur la saison du printemps, avec des pictogrammes choisis par l'auteur, Québec, Tilt micro édition, 2006, 15 p.
- Les bébittes veulent toutes, suivi de, Un agent de sécurité : deux suites de haïkus sur la saison d'automne, avec des pictogrammes choisis par l'auteur, Québec, Tilt micro édition, 2006, 16 p.

### Livre d'artiste
- Jeux de vilains, Québec, Éditions Jeu de vilain, 2003, n.p.

### Slam
- Pop sac-à-vie : poésie vivante et slam, Québec, Tremplin d'actualisation de poésie, 2007, 1 disque numérique.
- Urbine no 00, Québec, Tremplin d'actualisation de poésie, 2010, 1 disque numérique.
- Qui veut la paix prépare le souper, Tremplin d'actualisation de poésie, 2019, n.p. (ISBN 9782981747426)

## Prix et honneurs
- 2014 - Récipiendaire : Prix Jean-Noël-Pontbriand, décerné par le Mois de la poésie et l'Université Laval[4],[5].